# Rue Henri Vereycken
La rue Henri Ver Eycken est une rue bruxelloise de la commune d'Auderghem, qui relie la chaussée de Wavre au square Antoine Van Lindt sur une longueur de 100 mètres.

## Historique et description
Cette rue est une des rues faisant partie de la cité-jardin autour du square Antoine Van Lindt.
Le collège décida, le 4 décembre 1922, de donner des noms de victimes de la guerre aux quatre rues et à la place de la cité-jardin[réf. nécessaire].
- Premier permis de bâtir délivré le 8 janvier 1927 pour le n°6.